# 松田誠司
松田 誠司（まつだ せいじ、1966年6月21日 - ）は、日本の実業家。株式会社エフェクティブの創業者で代表取締。

## 人物
東京都大田区出身。2002年株式会社エフェクティブを創業。2007年には日本サッカー協会/日本フットサル連盟主催のFリーグ所属ステラミーゴいわて花巻の代表を継承する。

## 経歴
- 1966年　東京都大田区生まれ。父親の転勤に伴い、秋田県、福島県、宮城県、福岡県、大阪府、愛知県と日本各地にて過ごす。
  - スポーツでは小学校時代は剣道・野球・サッカーを掛け持ちするが中学生時代よりサッカーに専念する。
  - 野球では大阪府高槻市にて活動する少年野球チームキングジュニアーズに所属する。
- 1984年 岩手県立盛岡短期大学法経学科入学。
- 1988年 証券会社に就職。
  - その後、建築設計会社を経てシステム開発会社に入社。*2002年 株式会社エフェクティブを設立。システム開発業を中心とした業務を行う。
- 2007年 日本サッカー協会/日本フットサル連盟主催のFリーグに所属する『ステラミーゴいわて花巻』の運営会社代表取締役に就任する。
  - 発足当時はスポンサーの1社であったが、前代表が辞任したため急遽就任する事となった。
  - 2010-2011シーズン開幕直後に退任する。退任理由は公表されていない。後任は伴陽一郎氏。